# Wojskowy Ośrodek Szkoleniowo-Kondycyjny
Wojskowy Ośrodek Szkoleniowo-Kondycyjny w Zakopanem – ośrodek szkoleniowo-kondycyjny Sił Powietrznych położony w Groniku (przysiółku Kościeliska) na wysokości 945 m n.p.m., około 4,5 km na południowy zachód od centrum Zakopanego, przy drodze wojewódzkiej 958; podlega bezpośrednio Szefowi Inspektoratu Wsparcia Sił Zbrojnych.

## Historia
- W 1957 roku w wyniku przeprowadzonej inwentaryzacji obiektów znajdujących się w dyspozycji Wojska Polskiego, w rejonie Zakopanego, zadecydowano o lokalizacji planowanego ośrodka szkolenia kondycyjnego. Obiekt dotychczas wykorzystywany przez Centralny Wojskowy Klub Sportowy na pomieszczenia magazynowe, wymagał kapitalnego remontu.
- 2 czerwca 1957 ppłk Witold Gorbasiewicz, pierwszy komendant Wojskowego Ośrodka Kondycyjnego dla personelu latającego - zgodnie z rozkazem Dowódcy Wojsk Lotniczych i Obrony Powietrznej dokonał inauguracji szkolenia.
- W połowie lat sześćdziesiątych rozpoczęła się rozbudowa bazy Ośrodka.
- 30 stycznia 1965 przekazano do użytku halę sportową oraz nowo wybudowany hotel.
- 30 września 1966 zmiana nazwy na Wojskowy Ośrodek Szkoleniowo-Kondycyjny w Zakopanem
- W roku 1967 oddano do użytkowania zespół boisk wraz z kortami tenisowymi.
- W 1969 ukończono budowę pawilonu w Tęgoborzu.
- 24 października 1970 zabrzański Mostostal ukończył budowę i oddał do użytku długo oczekiwany basen.
- 27 września 1973 na mocy rozkazu Szefa Sztabu Warszawskiego Okręgu Wojskowego, Ośrodek musiał przekazać wybudowaną i urządzoną filię w Tęgoborzu, wraz ze zgromadzonym tam sprzętem.
- 1975 zapadła decyzja o włączeniu WOSzK do Wojskowego Zespołu Wypoczynkowego „Zakopane-Kościelisko”.
- 1988 Ośrodek odzyskał status samodzielnego oddziału gospodarczego. W tym też roku zapadają decyzje o rozbudowie i gruntownej modernizacji WOSzK Zakopane.
- Grudzień 1996 - przekazanie do użytku pierwszego segmentu nowej bazy hotelowej.
- Maj 1999 - zakończenie inwestycji związanej z budową nowego zaplecza hotelowego. Do użytku zostaje przekazany segment C - sala widowiskowo - kinowa.

- W grudniu 2004 oddano do użytku nową halę sportową i basen pływacki wraz z aneksami treningowymi w postaci wieży na basenie i platformy treningowej na hali sportowej do zajęć z ratownictwa lotniczego.
- W roku 2009 zakończono remont kapitalny starej części hotelowej, funkcjonującej od roku 1965.
- W roku 2013 WOSzK Zakopane ponownie traci niezależność gospodarczą, przechodząc na zaopatrzenie 8 Bazy Lotnictwa Transportowego Kraków - Balice.
- 1 stycznia 2014 roku, zgodnie z ustawą z dnia 21 czerwca 2013 r. o zmianie ustawy o urzędzie Ministra Obrony Narodowej likwidującej stanowisko Dowódcy Sił Powietrznych, WOSzK Zakopane zmienia podległość organizacyjną na 4 Skrzydło Lotnictwa Szkolnego w Dęblinie.
- 1 stycznia 2015 roku - Ośrodek odzyskuje samodzielność gospodarczą, stając się  oddziałem gospodarczym.

## Komendanci
- ppłk Witold Gorbasiewicz – 2 czerwca 1957 – 1961
- płk Mieczysław Stachura-Michalski – 5 lipca 1961 – 1973
- płk pil. Władysław Karłowicz – 17 sierpnia 1973 –1975
- ppłk Jan Kitrasiewicz – 30 października 1975 – 1978
- ppłk pil. Stanisław Brodziński – 24 sierpnia 1978 – 1980
- płk dypl. pil. Jan Głodek – 18 września 1980 – 1987
- płk dypl. pil. Piotr Biliński – 5 listopada 1987 – 1999
- ppłk mgr Andrzej Czarniecki (p.o.) – 1999–2000
- płk dypl. pil. Józef Kurczap – 30 lipca 2000 – 2002
- ppłk mgr Andrzej Czarniecki – 18 kwietnia 2002
- ppłk dypl. pil. Janusz Niewiadomy
- płk mgr Dariusz Jaraszek – 15 lipca 2009 – nadal